# Orthoporoides hamifer
Orthoporoides hamifer är en mångfotingart som först beskrevs av Carl Graf Attems 1950.  Orthoporoides hamifer ingår i släktet Orthoporoides och familjen Spirostreptidae. Inga underarter finns listade i Catalogue of Life.